# Sankt Oswald
Sankt Oswald è un comune austriaco di 1 124 abitanti nel distretto di Melk, in Bassa Austria.

## Geografia fisica
Il comune si trova nel Waldviertel della Bassa Austria; la sua superficie è di 31,97 chilometri quadrati, il 51,44% dei quali sono coperti da boschi. Il territorio comunale è ripartito in tre comuni catastali (Katastralgemeinden): Fünfling, Sankt Oswald e Stiegeramt.